# Саратовская зональная научная библиотека имени В. А. Артисевич
Зона́льная нау́чная библиоте́ка и́мени В. А. Артисе́вич Сара́товского национа́льного иссле́довательского госуда́рственного университе́та и́мени Н. Г. Черныше́вского — крупнейшая библиотека Среднего и Нижнего Поволжья. Находится в Саратове. Основана в 1909 году. Книжные фонды насчитывают более 3 млн единиц хранения (2025).

## История
Библиотека была основана в 1909 году вместе с Саратовским университетом. Первым её руководителем был назначен Иван Антонович Буссе (1856—1934). Первоначально она находилась по адресу улица Никольская, д. 1, в одной комнате одноэтажного здания, стоявшего на углу улиц Большой Сергиевской и Никольской (современные улицы Чернышевского и Радищева). Помимо библиотеки в этом доме размещалась и университетская канцелярия. Затем библиотека переехала в арендованный для этих целей дом купца Замоткина (улица Никольская, д. 3), который совсем скоро перестал удовлетворять потребностям быстро растущего книжного фонда библиотеки. В августе 1910 года она переехала в дом по адресу Большая Сергиевская, д. 157, а в 1914 году — в 3-й корпус университета на Московской площади. Там она занимала южную половину второго и третьего этажа, владея шестью комнатами и двумя коридорами, что не создавало комфортных условий для её функционирования. В годы революции в библиотеку поступило свыше 177 тыс. национализированных изданий, а также коллекция книг профессора Ильи Шляпкина, которую он завещал библиотеке Саратовского университета.
В марте 1932 года пост директора библиотеки заняла 24-летняя Вера Артисевич, который она бессменно занимала в течение следующих 67 лет. В 1934 году библиотеке присвоен статус «Научной» и она получила самостоятельный бюджет, позволявший впоследствии значительно пополнять книжный фонд, составлявший на тот момент более 800 тысяч томов. Активизировалась и просветительская деятельность, так только за 1934 год было проведено 133 выставки, при библиотеке был организован литературный кружок. 1 января 1935 года на заседании парткома СГУ был поставлен вопрос о строительстве здания для Научной библиотеки.
В годы Второй мировой войны СГУ передал Сталинградской областной библиотеке и Воронежскому университету сотни книг. В этот период книжные фонды библиотеки размещались в семи подвальных книгохранилищах, малопригодных для этих целей. Кроме того, фонды пополнились за счёт части энгельсской Центральной немецкой библиотеки, оказавшейся в катастрофической ситуации из-за ликвидации АССР Немцев Поволжья и депортации немцев Поволжья. Систематизацией этих ценных книг, изданных в XVI—XX веках, занимался профессор Михаил Алексеев и литературовед Григорий Гуковский.

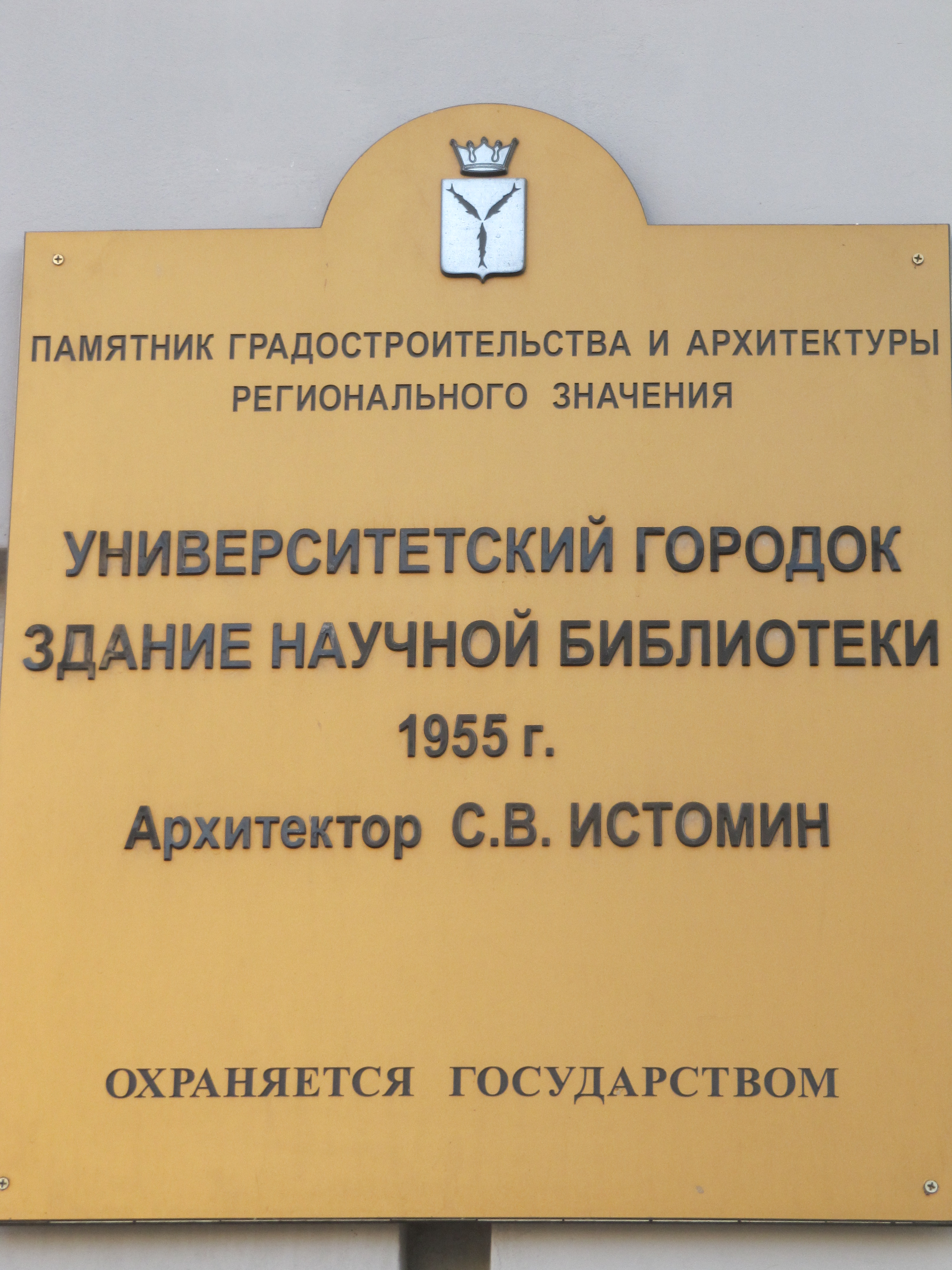
Здание научной библиотеки, табличка

В 1946—1956 годах библиотеке было выделено дополнительное помещение в здании на углу Московской и Пугачёвской улиц (бывшая 2-я Мужская гимназия), где был размещён её главный читальный зал. В это же время строилось специальное здание библиотеки, проект которого составлялся трижды — в 1928, 1934 и 1948 годах. Авторами последнего были московские архитекторы ГИПРОВУЗа Д. В. Фридман и С. В. Истомин при участии Академии архитектуры СССР, Библиотеки имени В. И. Ленина и НГБИ. 5 декабря 1949 года проект был утверждён, а 28 марта 1950 года был заключён генеральный договор на строительство здания Научной библиотеки СГУ. Оно было должно начаться весной того же года, а закончиться в 1952 году. На деле же работы стартовали в июле 1950 года и проходили с большими трудностями: так в 1954 году строительство «совсем замирало», а в 1956 году шло «сверх плана». В феврале 1956 года было закончено возведение первой секции здания. Первый этаж этой сданной секции планировалось отдать механико-математическому факультету, против чего резко выступила В. А. Артисевич. Она же лично занималась вопросом электрификации здания, «выбивая» в условиях строжайшего дефицита низковольтный кабель для проводки электроэнергии от подстанции к зданию библиотеки. В начале 1957 года строительство нового здания библиотеки было полностью завершено, но лишь 23 октября того же года туда официально переехала библиотека. Новое здание обладало площадью в 9996 м², 9-ярусным книгохранилищем по образцу библиотеки МГУ, рассчитанным на хранение двух миллионов двести тысяч томов. К тому времени фонды библиотеки уже насчитывали около одного миллиона шестьсот тысяч печатных изданий, в том числе 25 000 томов в фонде рукописей, старопечатных и редких книг (рукописи XIV—XVII веков, 1525 старопечатных книг русской и западноевропейской печати). Был создан Музей истории книги (Выставка по истории русской книги). Библиотека имела в своём распоряжении 9 читальных залов на 900 мест, помещения абонементов, каталогов, выставочный зал, конференц-зал, справочные пункты, лаборатории «гигиены и реставрации книг» и «микрофильмирования и электрокопирования», научно-методический кабинет библиотековедения, ротатор и ротапринт, фотолабораторию, телетайп, телефонный коммутатор, котельную, переплётную и столярную мастерские. Библиотеке ежегодно выделялось до 70 400 рублей на приобретение новой литературы.

Мемориальная плита Артисевич В. А.

Приказом по Министерству высшего и среднего специального образования СССР № 521 от 3 июля 1969 г. НБ СГУ утверждена Зональной научной библиотекой для вузовских и ссузовских библиотек Среднего и Нижнего Поволжья, то есть ответственной за деятельность всех научных библиотек на территории юго-востока европейской части СССР. В сентябре 1970 года при библиотеке под председательством В. А. Артисевич был сформирован зональный методический совет библиотек Среднего и Нижнего Поволжья. В октябре 1976 года библиотека получила в дар 3200 книг из личной библиотеки профессора Александра Скафтымова, в августе 1978 года дочь писателя К. А. Федина Нина Федина передала в дар ЗНБ СГУ 2476 экз. книг из личной библиотеки писателя, в июне 1980 года — 96 книг писателя Льва Гумилевского, а в ноябре 1981 года — 2908 книг из библиотеки профессора Виктора Вагнера. В октябре 1984 года Н. Н. Фёдорова, бывший директор Областной библиотеки, передала в дар НБ СГУ 140 000 карточек-персоналий о выдающихся людях Саратовской области. В декабре того же года в библиотеке открылся самодеятельный театр «Бабуки». В сентябре 1986 года фонд библиотеки пополнился 4000 книг, переданными в дар из своей личного собрания профессором Татьяной Акимовой. В декабре 1988 года в библиотеке открылся клуб «Наследие».
В начале 1990-х годов библиотека столкнулась с финансовыми трудностями. Она перестала получать бюджетные средства на покупку книг и подписку на периодические издания. В 1996 году саратовский губернатор Дмитрий Аяцков поручил выделить находящейся в бедственном положении библиотеке 75 млн рублей, которые были потрачены на подписку на ряд периодических научных изданий. В 1997 году по инициативе вице-губернатора Саратовской области В. В. Володина в ЗНБ СГУ создан Почётный Попечительский Совет библиотеки. В состав Совета вошли представители Правительства Саратовской области, руководители крупных предприятий и организаций Саратова. С 24 июня по 10 июля 1993 года в стенах библиотеки проводился фестиваль немецкой культуры, а в феврале 1995 года при ней был создан Американский образовательный центр. В 1993 году библиотека получила выход в интернет. С 31 мая по 1 июня 1996 года в библиотеке была проведена первая российско-американская образовательная ярмарка. Решением Ученого совета СГУ от 20 апреля 1999 года ЗНБ СГУ присвоено имя В. А. Артисевич. 18 октября 2000 года в память об ушедшей 6 февраля 1999 года из жизни В. А. Артисевич на здании библиотеки была установлена мемориальная доска, а в феврале 2001 года состоялись первые Межрегиональные научные чтения, посвящённые памяти В. А. Артисевич и начал издаваться сборник статей «Библиотека вуза: вчера, сегодня, завтра».

## Фонды
В формировании фонда библиотеки принял участие профессорско-преподавательский состав Саратовского и других университетов России, ученые и интеллигенция страны: профессор Санкт-Петербургского университета И. А. Шляпкин, бывший Саратовский губернатор М. Н. Галкин-Враской, врач М. А. Аплавин, историки братья А. П. и Н. П. Барсуковы, академик В. Ф. Овсянников, философ С. Л. Франк и многие другие.
Фонд библиотеки составляет более 3 миллионов единиц хранения (2025).
Отдел редких книг и рукописей ЗНБ СГУ насчитывает более 60 тысяч экземпляров — это коллекция книг не только регионального, российского значения, но и общемирового. Среди них коллекции: западно-европейских изданий XV—XVII веков, книг, напечатанных при Петре I, старопечатных изданий кирилловского шрифта, изданий гражданского шрифта 1725—1800 годов и т. д. Фонд рукописей располагает коллекцией старообрядческих певческих рукописей, письмом Н. М. Карамзина, автографами П. А. Вяземского, Екатерины II, Наполеона. Имеется большой объём эпистолярия ученых.

## Выход в Интернет
Зональная научная библиотека им. В. А. Артисевич имеет сайт в Интернете с 1995 года, в библиотеке работает класс открытого доступа к Интернету. Парк вычислительной техники — 130 машин (2025). В электронный каталог библиотеки вошли библиографические описания изданий, поступившие в фонд Зональной научной библиотеки им. В. А. Артисевич Саратовского государственного университета в период с января 1993 года по настоящее время. Ведется поэтапная ретроконверсия каталога ЗНБ СГУ. Количество записей в каталоге — более 127 тысяч.